# Waldhausen im Strudengau
Waldhausen im Strudengau är en ort och kommun  i Österrike. Den ligger i distriktet Perg i förbundslandet Oberösterreich, 110 kilometer väster om huvudstaden Wien. 